# Pont Khaju
El pont Khaju (persa: پل خواجو, Pol-e Khāju), també dit pont Bava Roknoddin, és un pont urbà d'arcs múltiples i dos pisos, construït al segle xvii a la ciutat d'Esfahan, Iran, que s'ha descrit com el millor de la província.
És un dels ponts més famosos — juntament amb el Si-o-seh pol— de la ciutat d'Esfahan, que en té més de trenta, i un punt de referència. El mausoleu d'Arthur Pope i de la seua esposa Phyllis Ackerman hi són a prop.

## Història
El pont fou construït pel rei persa de la dinastia safàvida xa Abbas II sobre el 1650, damunt els fonaments d'un pont vell d'època timúrida. Es dissenyà tant com a pont com a represa (o sobreeixidor), i travessa el riu Zayanda-Rud i uneix el barri de Khaju, del qual pren el nom, amb la riba nord, amb el barri Zoroàstric. També compleix la funció primordial d'edifici i lloc d'aplecs públiques. Originàriament tenia decoració de taulells i pintures, i servia de casa de te. Al centre n'hi ha un pavelló on el xa Abbas podia, assegut, admirar-ne la vista. Ara, el que resta de la cadira del rei són runes d'un seient de pedra.
Aquest pont és un dels millors exemples d'arquitectura persa d'influència safàvida a l'Iran. Segons l'arqueòleg Upham Pope i Jean Chardin, el pont Khaju és «el monument culminant de l'arquitectura de ponts persa i un dels més interessants existents... el conjunt té ritme i dignitat, i combina en una feliç coherència, utilitat, bellesa i recreació».
El pont ha estat esmentat per molts viatgers, com el naturalista alemany Engelbert Kaempfer, que el descrigué després de la seua estada a Esfahan el 1684-1685. També l'esmenta George Curzon, virrei de l'Índia i secretari d'estat d'Afers Exteriors britànic, que el considera el 1892 «el pont més bell del món».

## Característiques del pont
El pont Khaju, fet de rajola i pedra, té 24 arcs, 21 grans canals d'entrada i sortida i 26 de més petits. Té 126,5 m de longitud i 11,7 m d'amplària, tot i que la via que creua el pont en té solament 7,5 m d'ample. Les peces de pedra utilitzades en aquest pont tenen més de 2 m de llarg i la distància entre cada canal i la base del sostre és de 21 m. Les inscripcions existents suggereixen que el pont fou reparat el 1873.
Khaju és un dels ponts que regulen el flux d'aigua del riu perquè té comportes sota els arcs sobre el riu. Quan les comportes són tancades, el nivell d'aigua darrere del pont es pot elevar fins a 2 m per facilitar el reg dels molts jardins que es troben aigües amunt al llarg del riu.
Al nivell de dalt del pont, la part central la utilitzaven els cavalls i els carros, i les vies laterals cobertes amb arcades eren per als vianants. Al centre del pont, a banda i banda, hi ha dos pavellons octogonals que tenen una vista notable sobre el riu. Hui és un pont per a vianants, que poden arribar al nivell inferior del pont, un popular lloc ombrejat per relaxar-se.
Els arquitectes urbanistes iranians, però, han manifestat la seua consternació per les reformes recents que s'han fet al Khaju.

## Galeria d'imatges

Vistes del pont
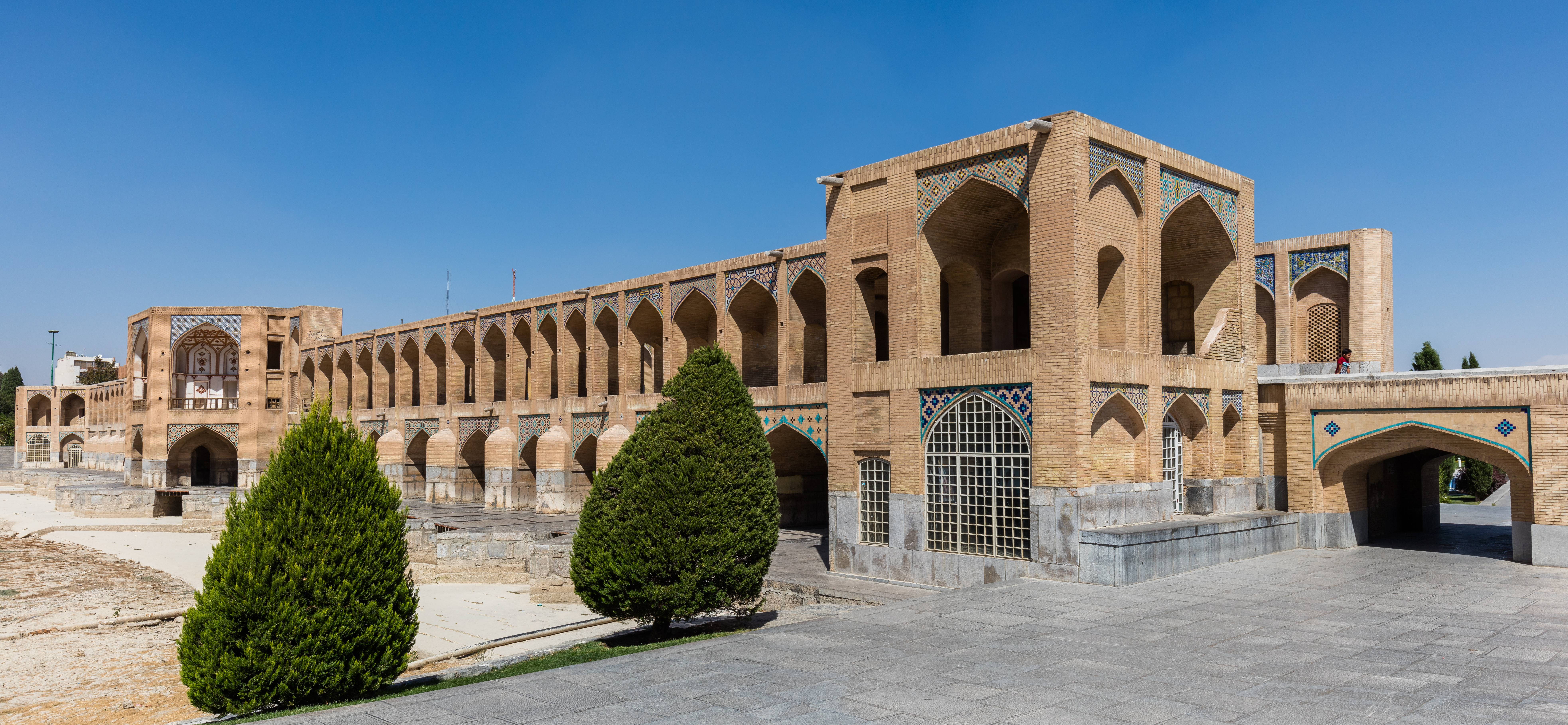
El pont Khaju
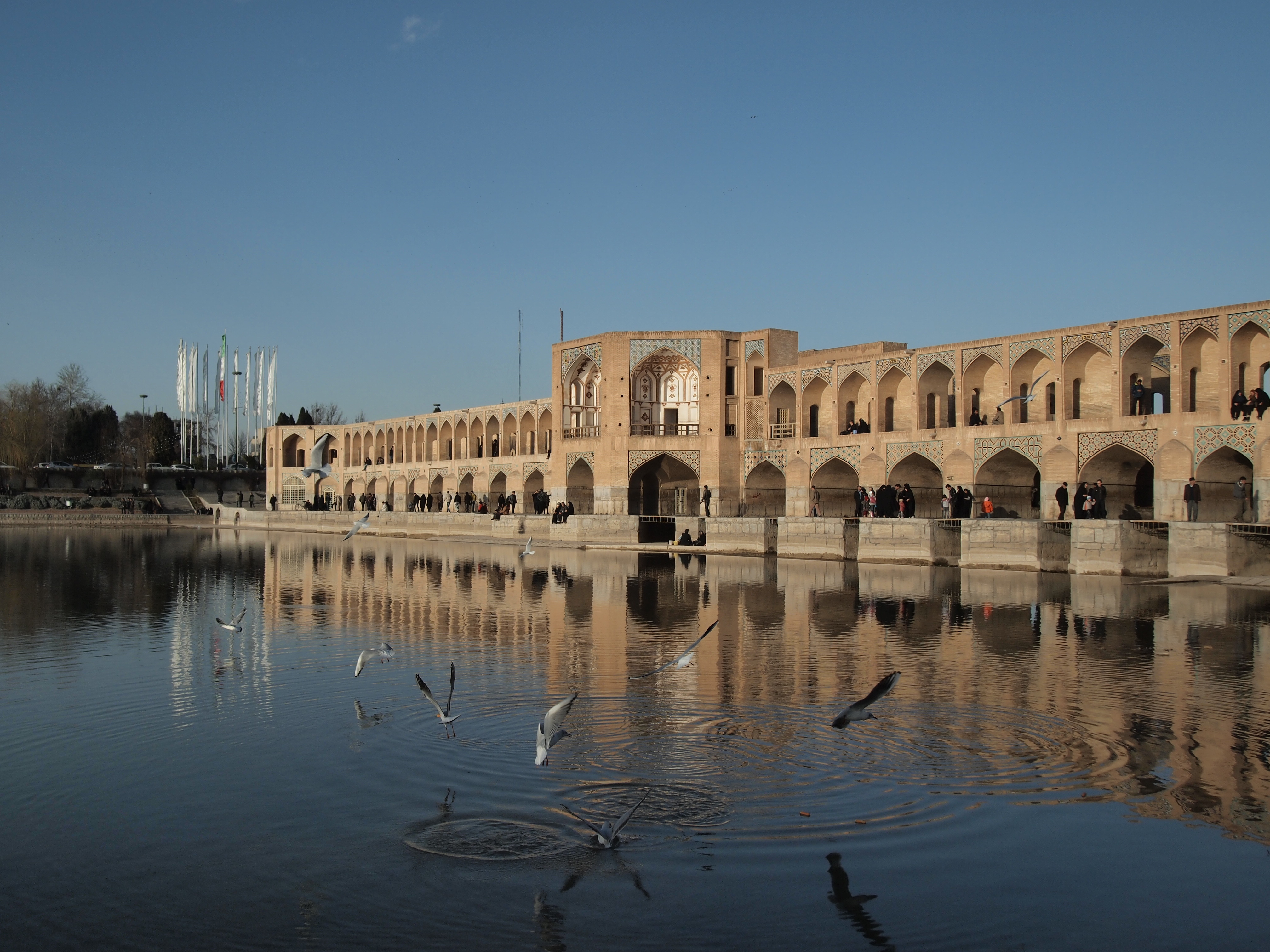
El costat oposat del pont
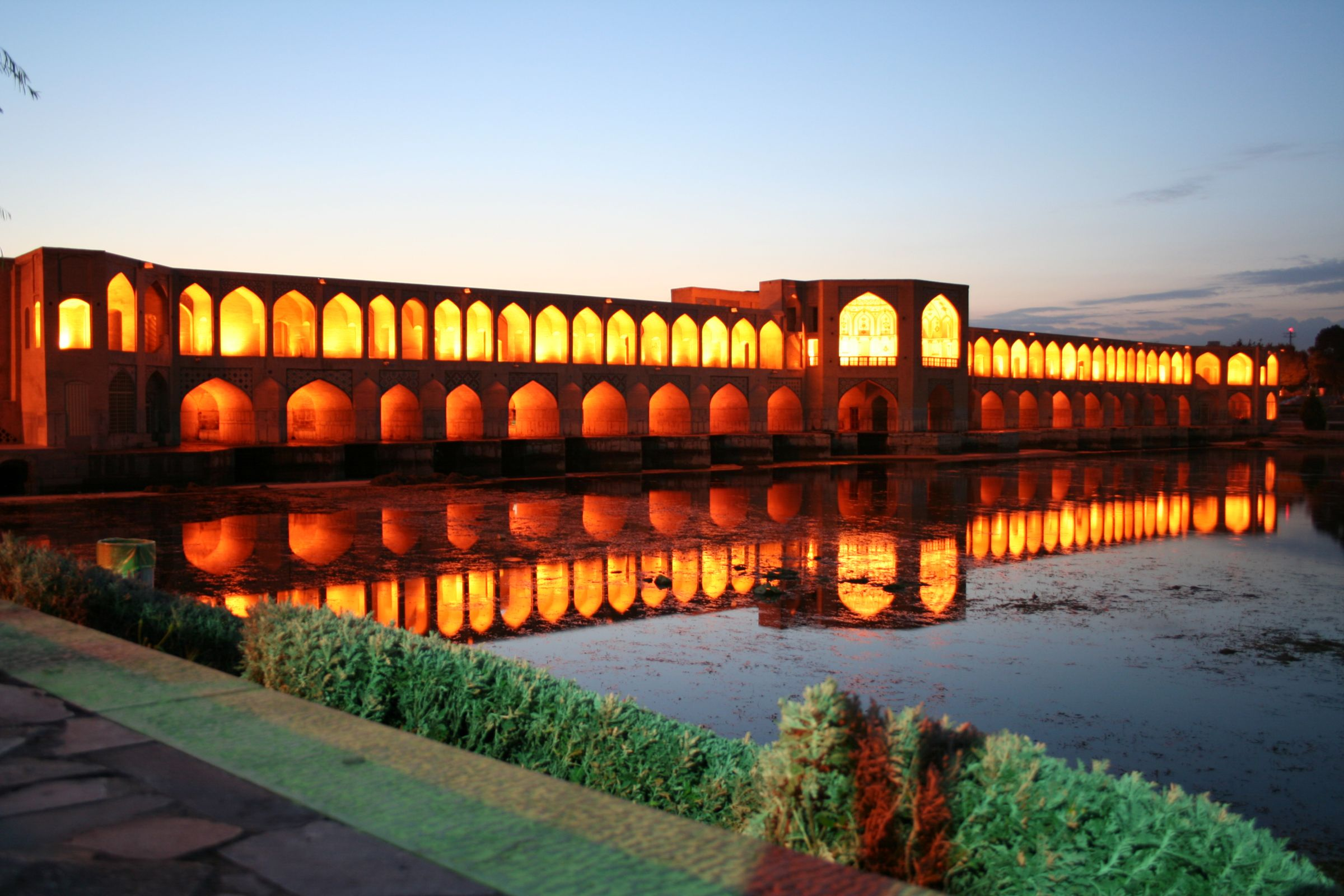
El pont al capvespre
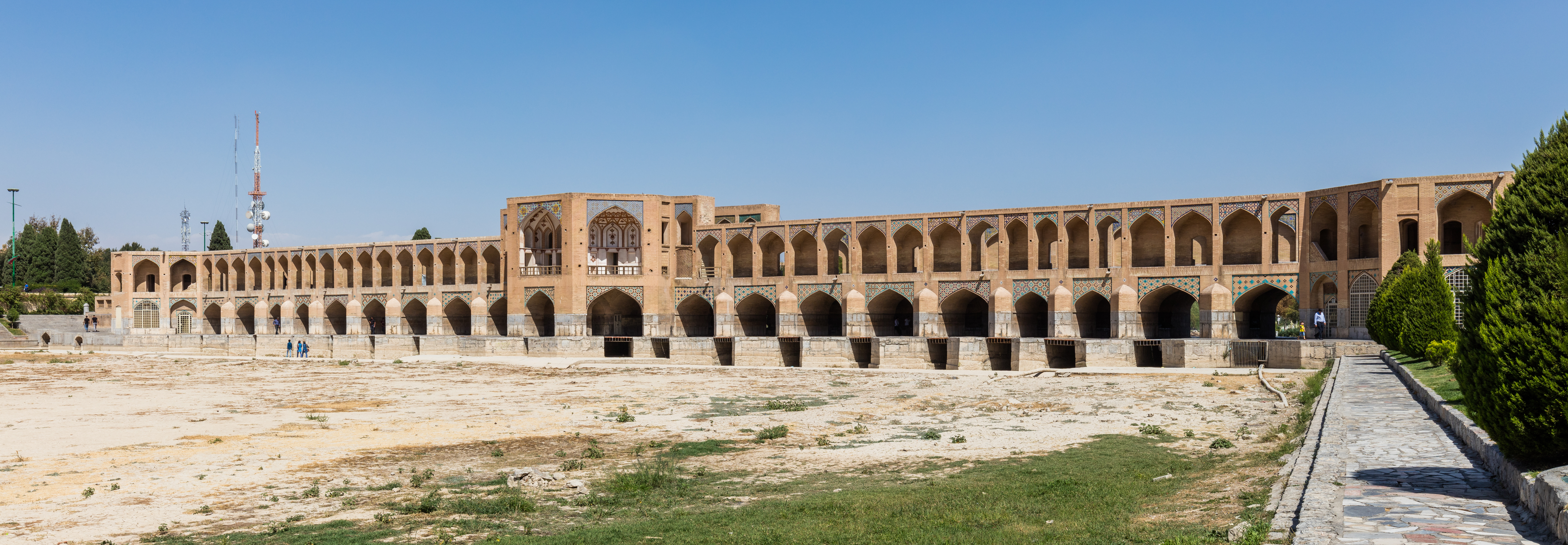
Aspecte del pont a l'estiu
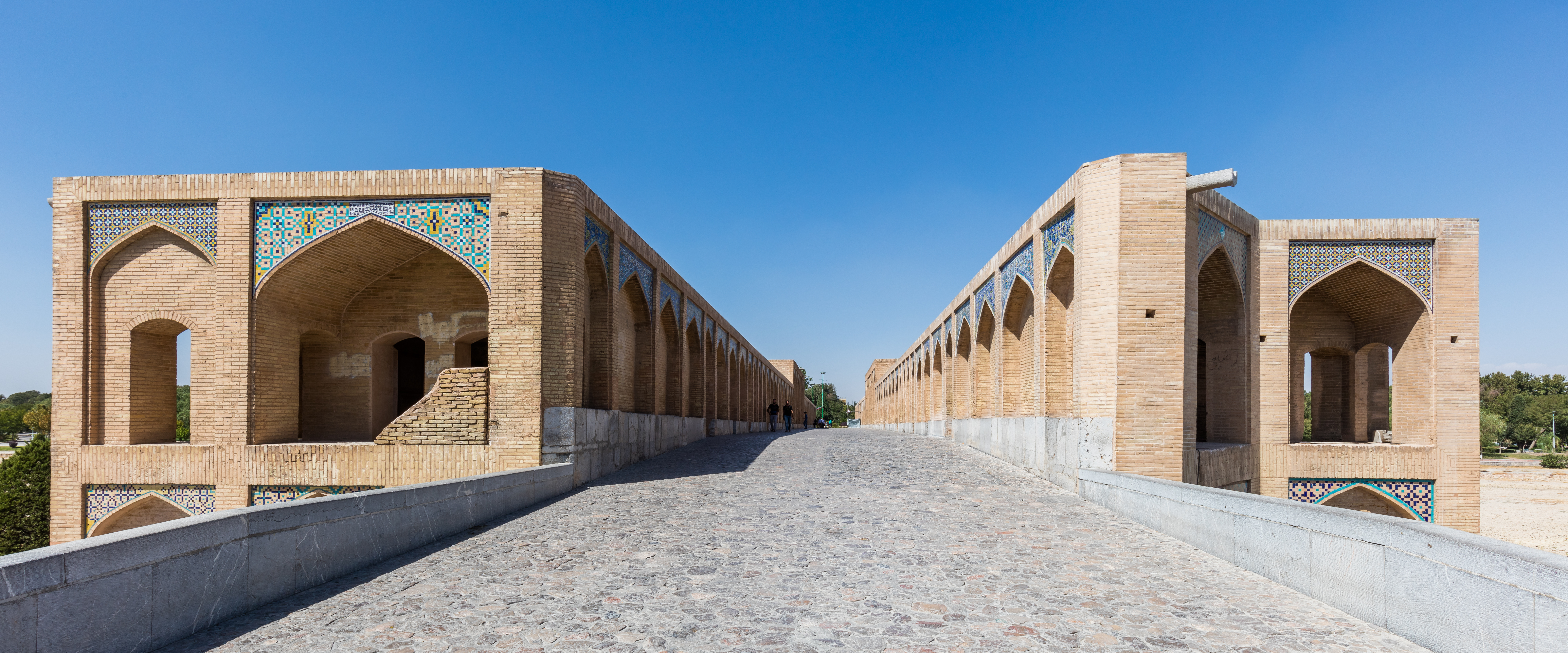
Vista de l'interior
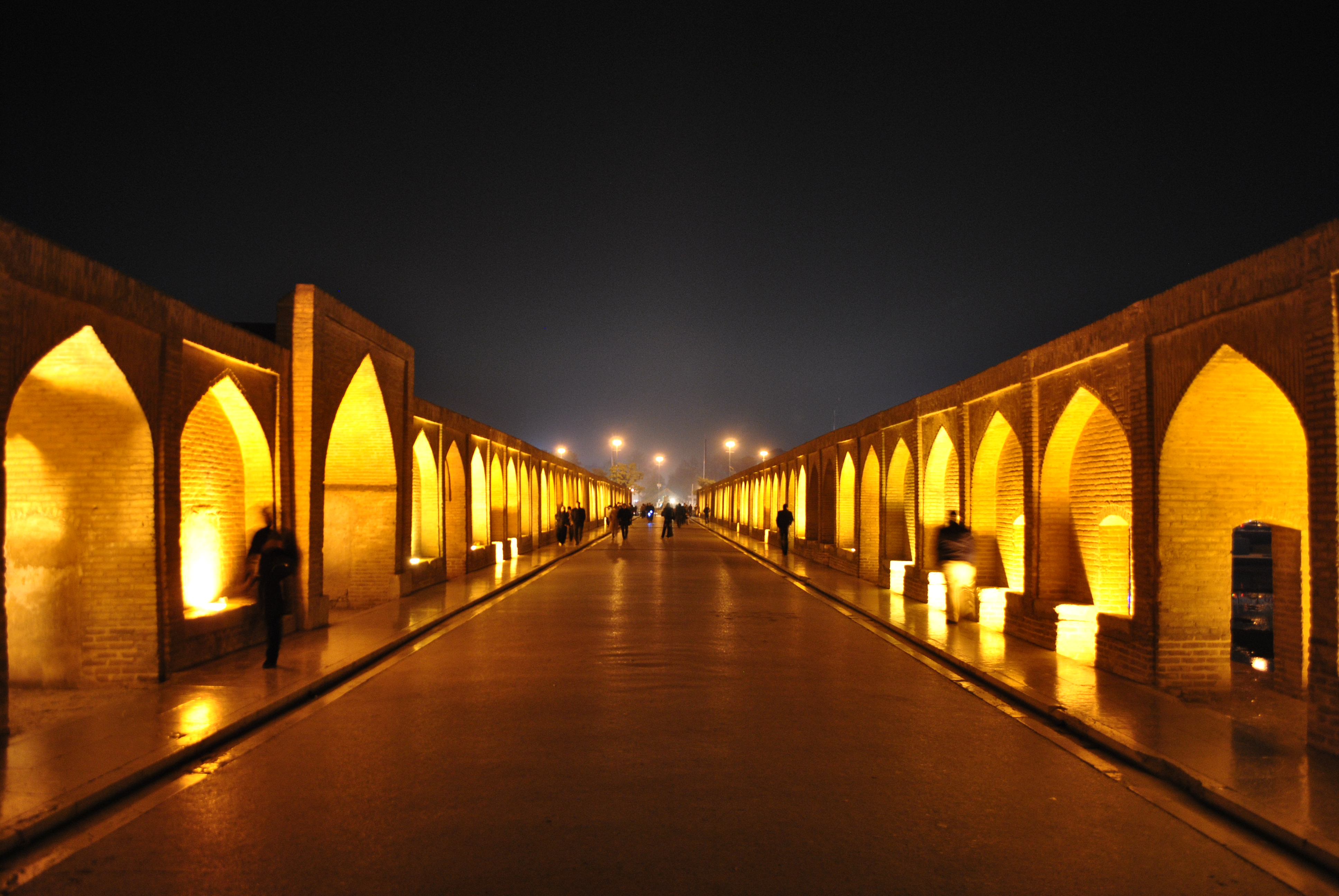
Vista nocturna del carrer interior

Detalls del pont
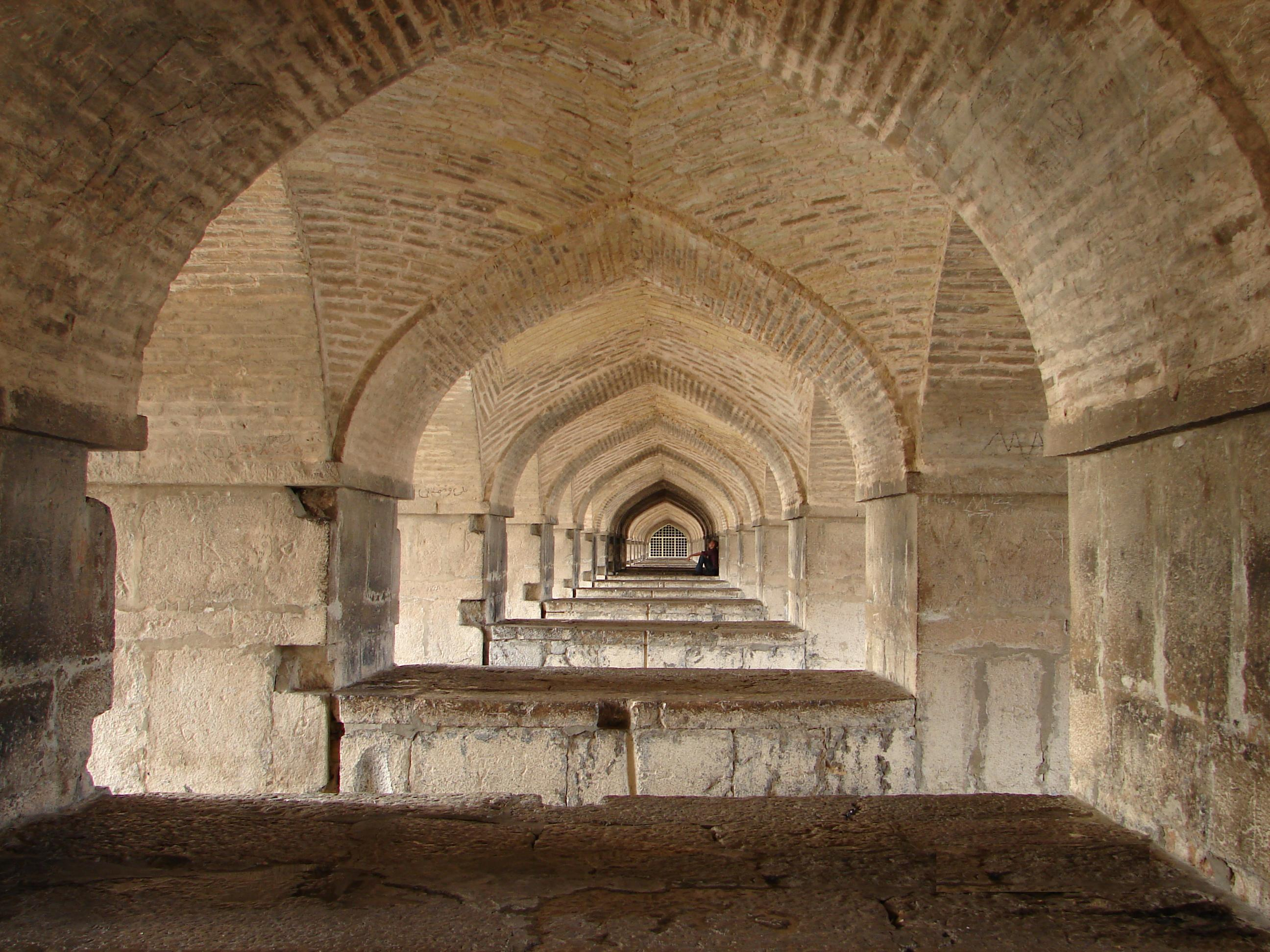
Arcs sota el pont
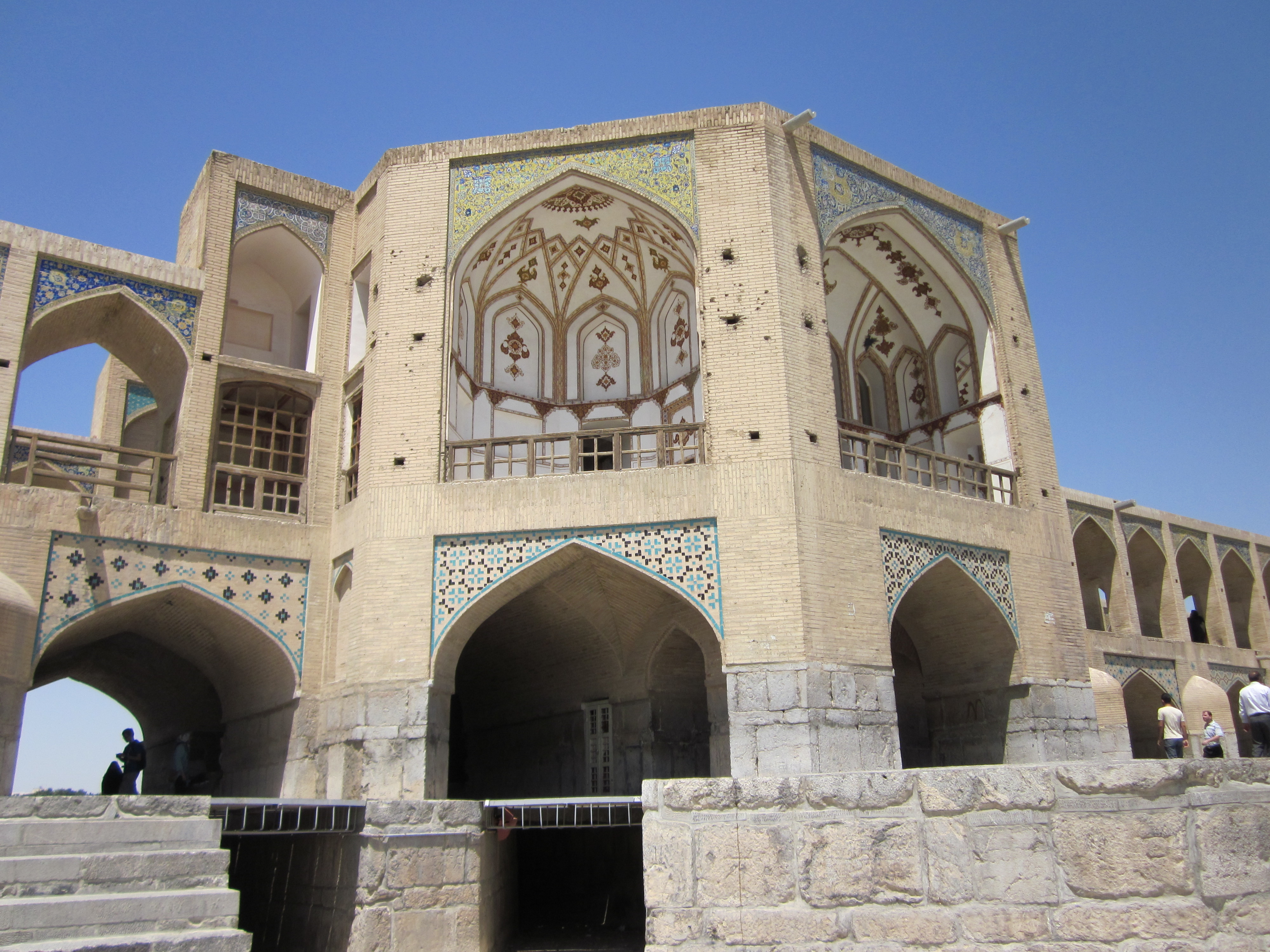
Pavelló central
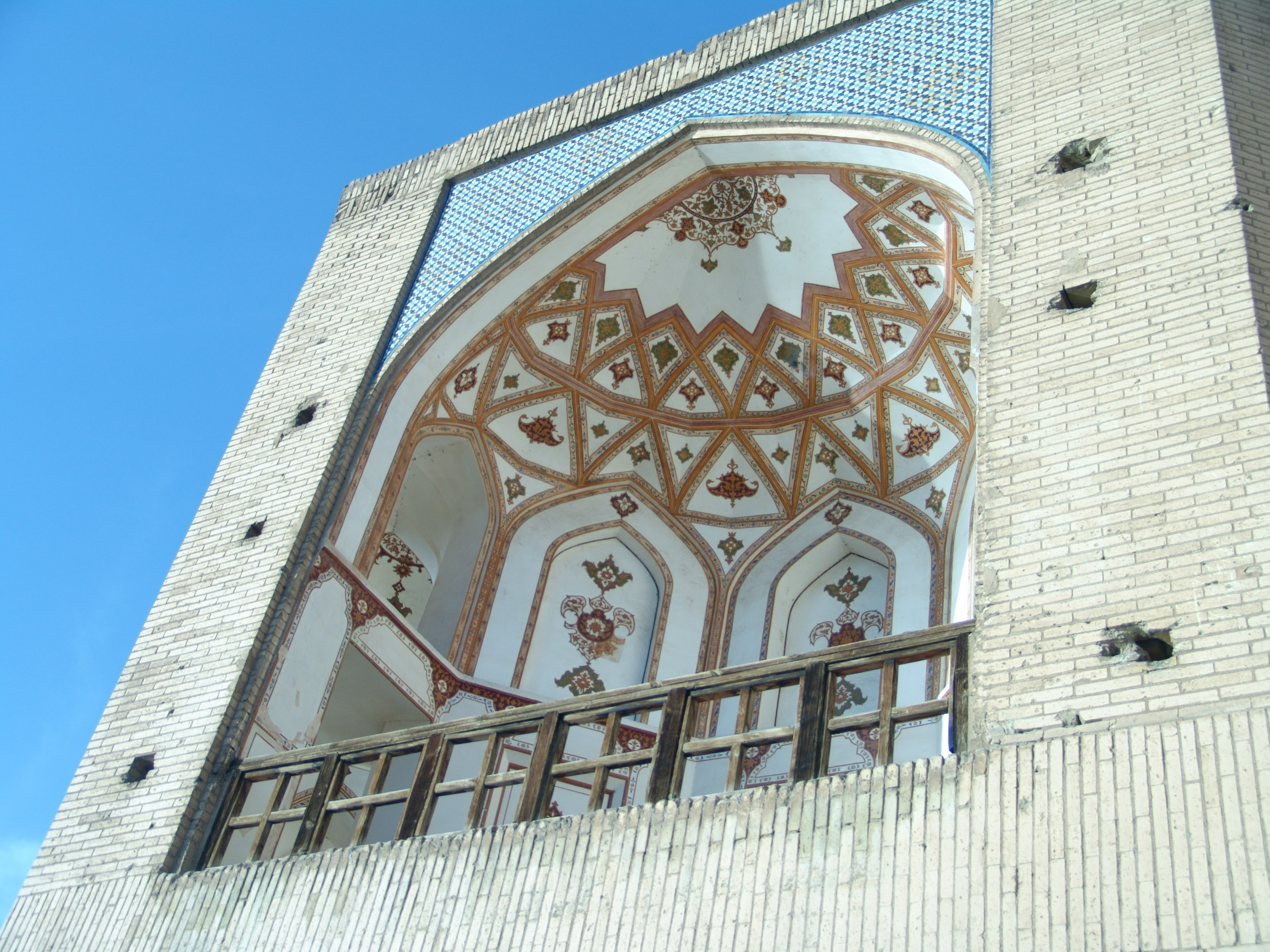
Detall de l'arc del pavelló
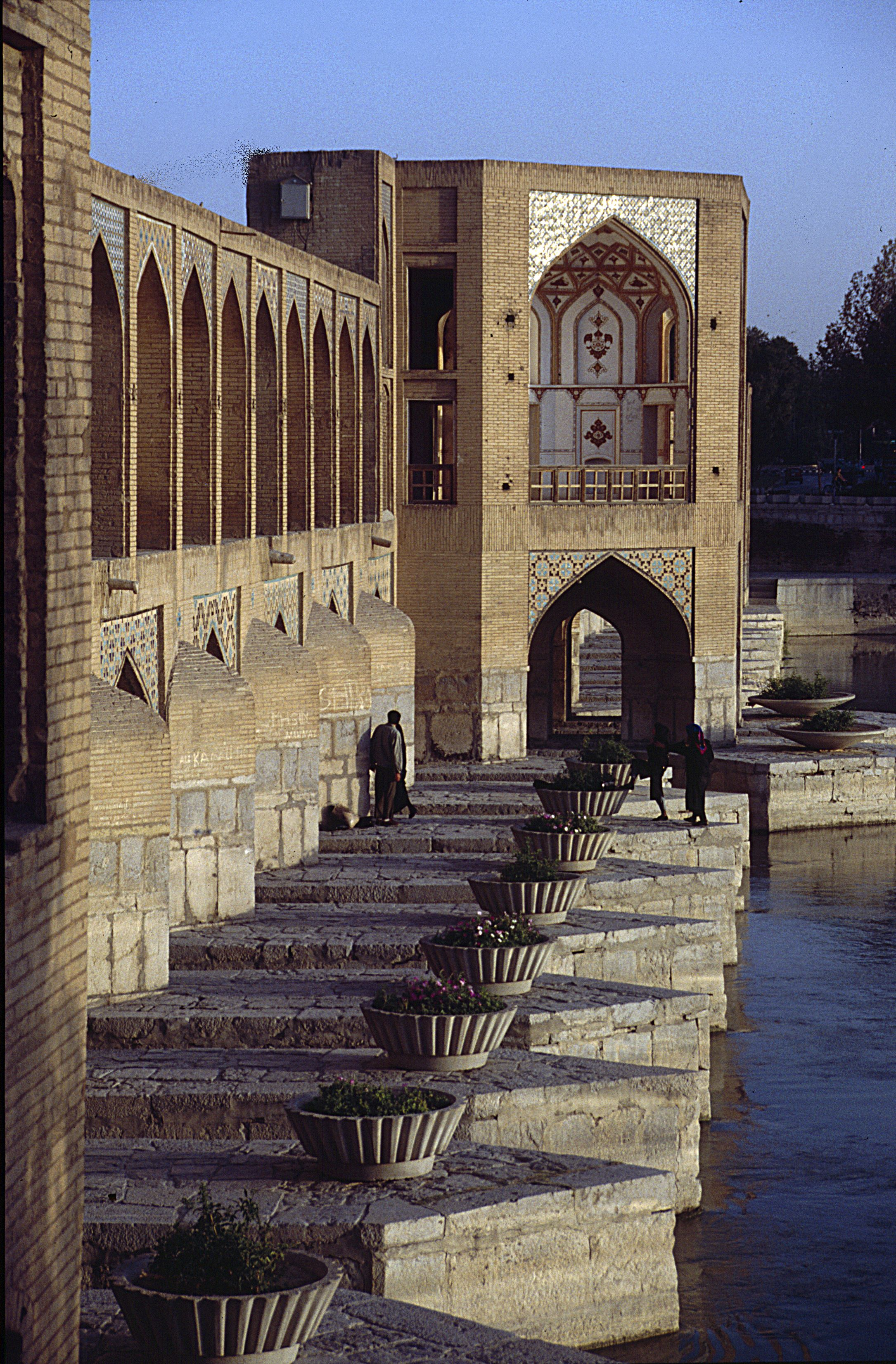
Tallamars del pont
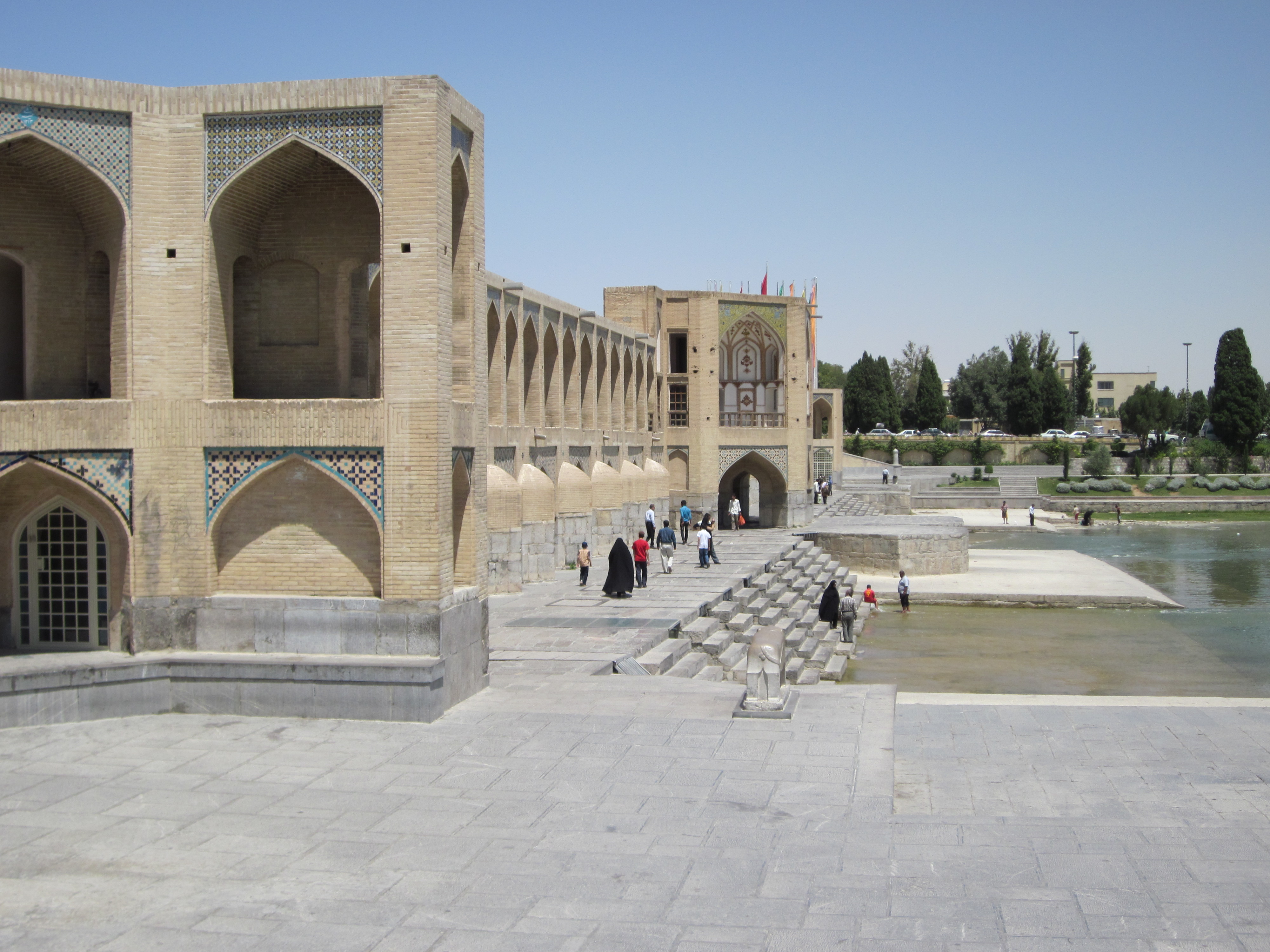
Grades del pont
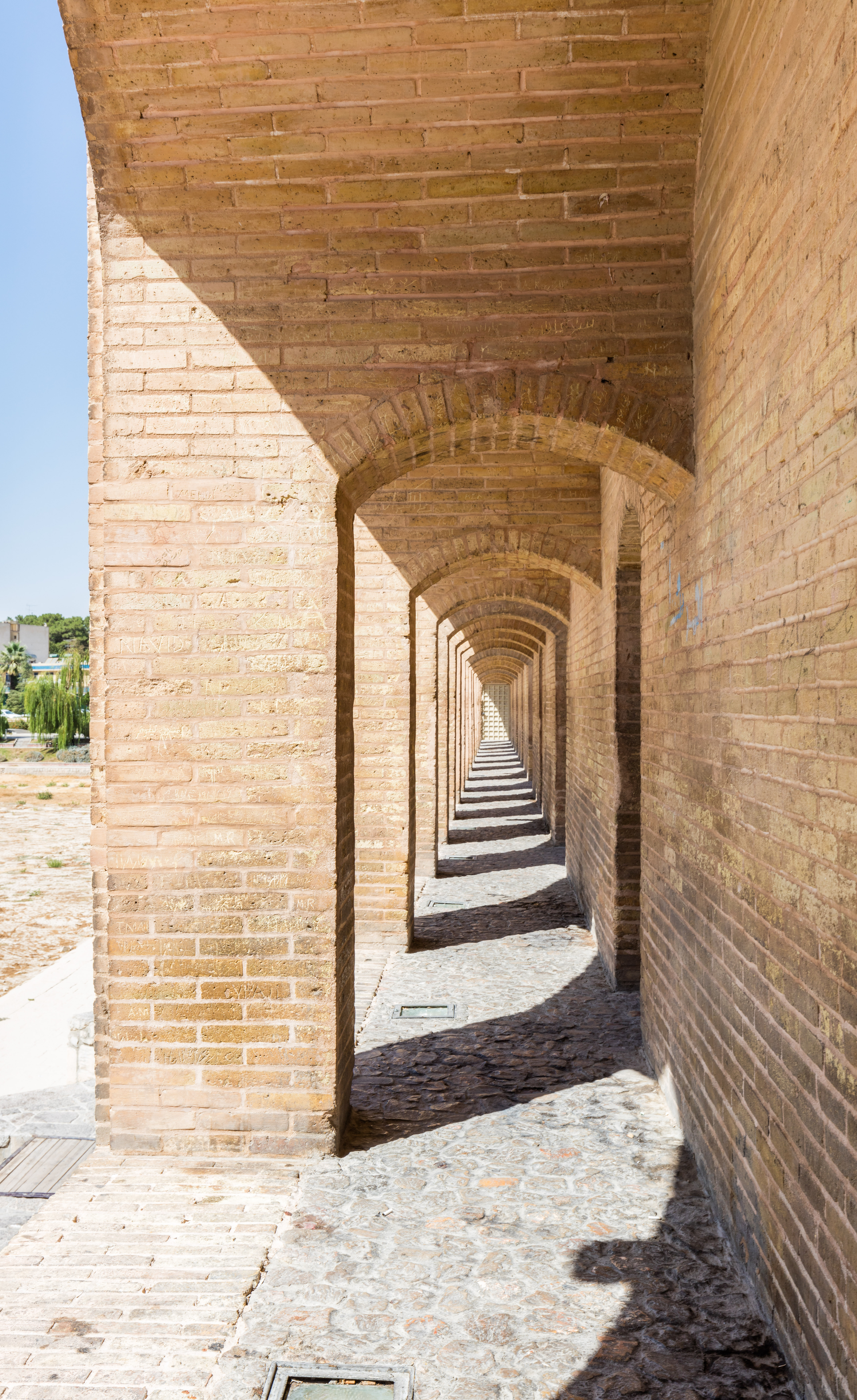
Arcs

Gravats històrics del pont
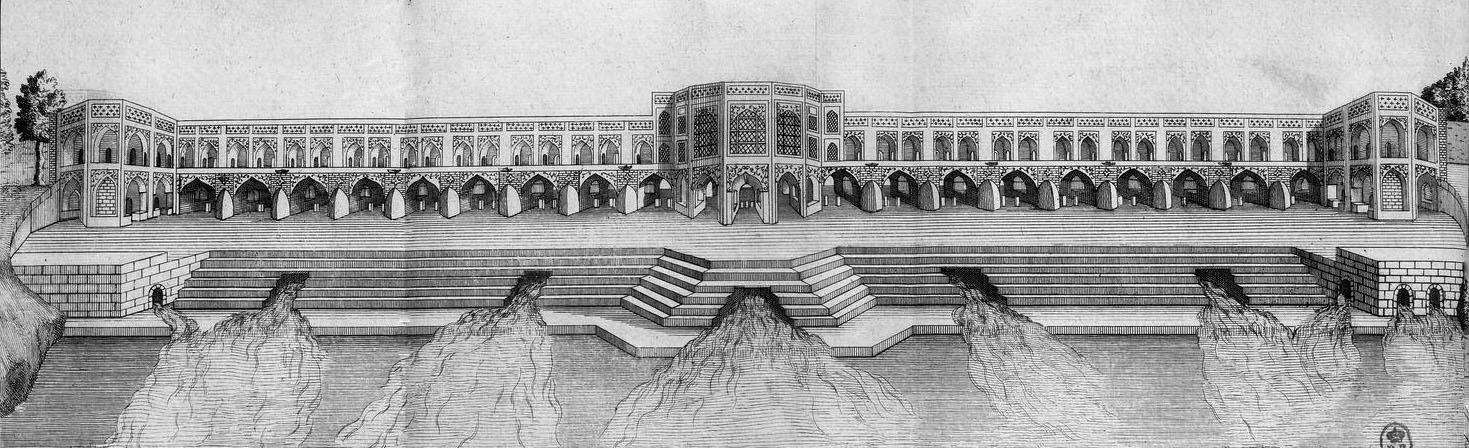
Voyages de Mr. Li Chevalier Chardin en Perse et autres lieux de l'Orient (1670)
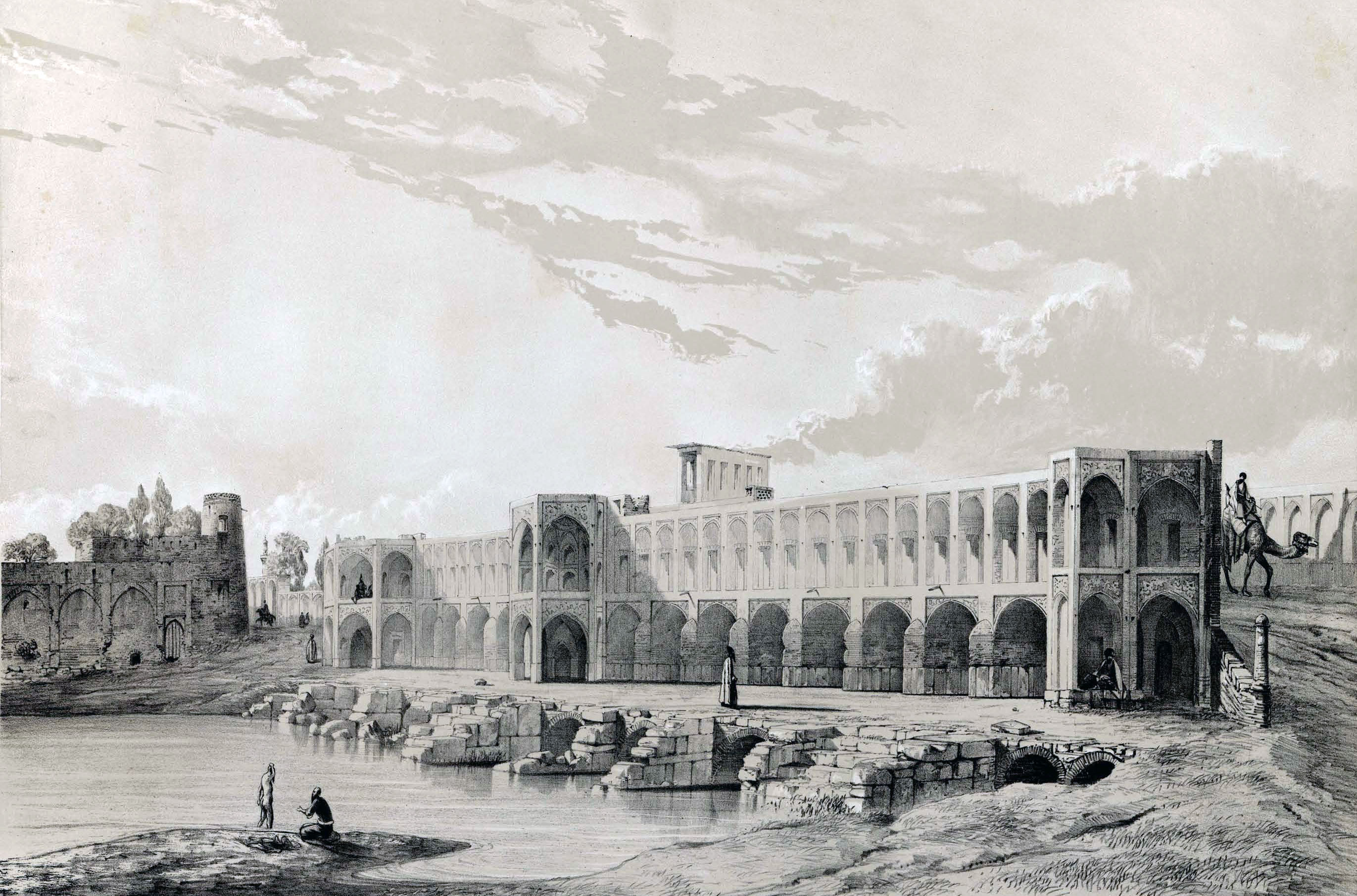
Voyage en Perse, avec Flandin, ed. Gide i Baudry, 1851
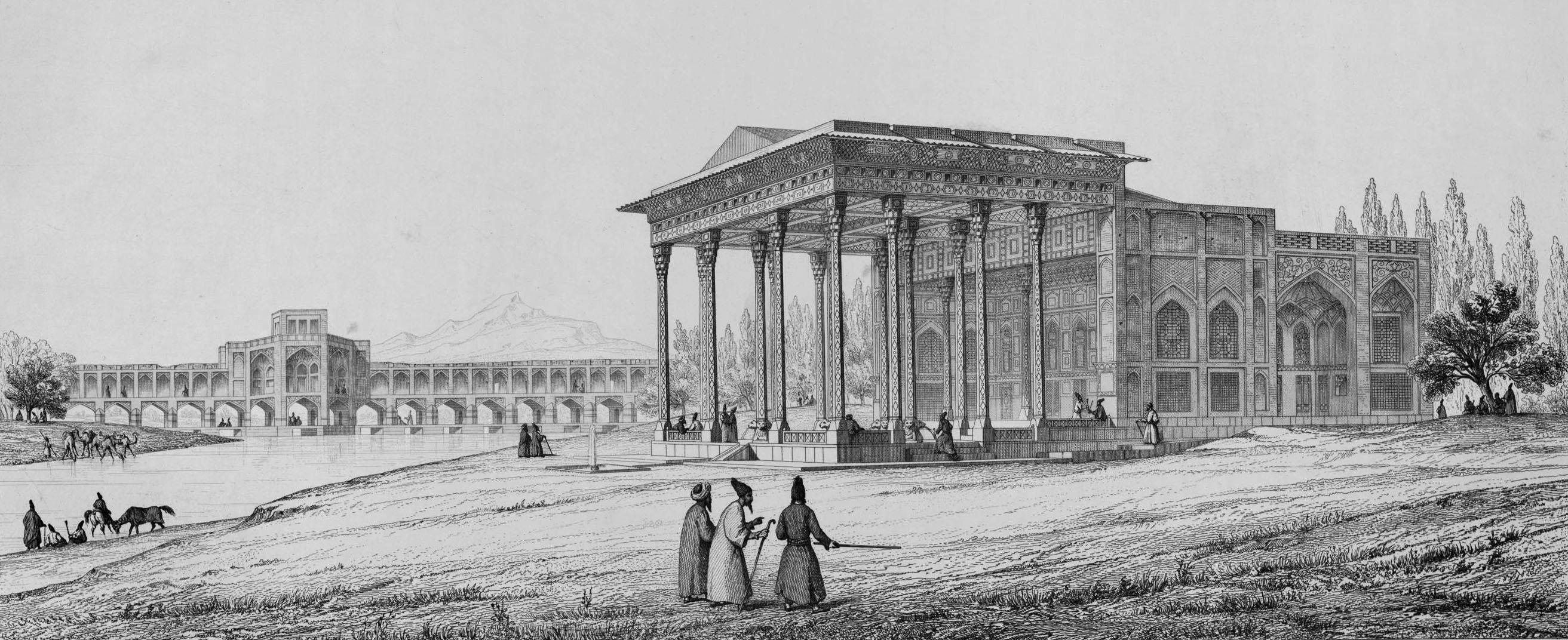
Pavelló d'Aynehkhaneh en primer terme, i darrere, el pont Khaju, Monuments modernes de la Perse mesurés, dessinés et décrits, ed. Morel, 1867

Plànols del pont
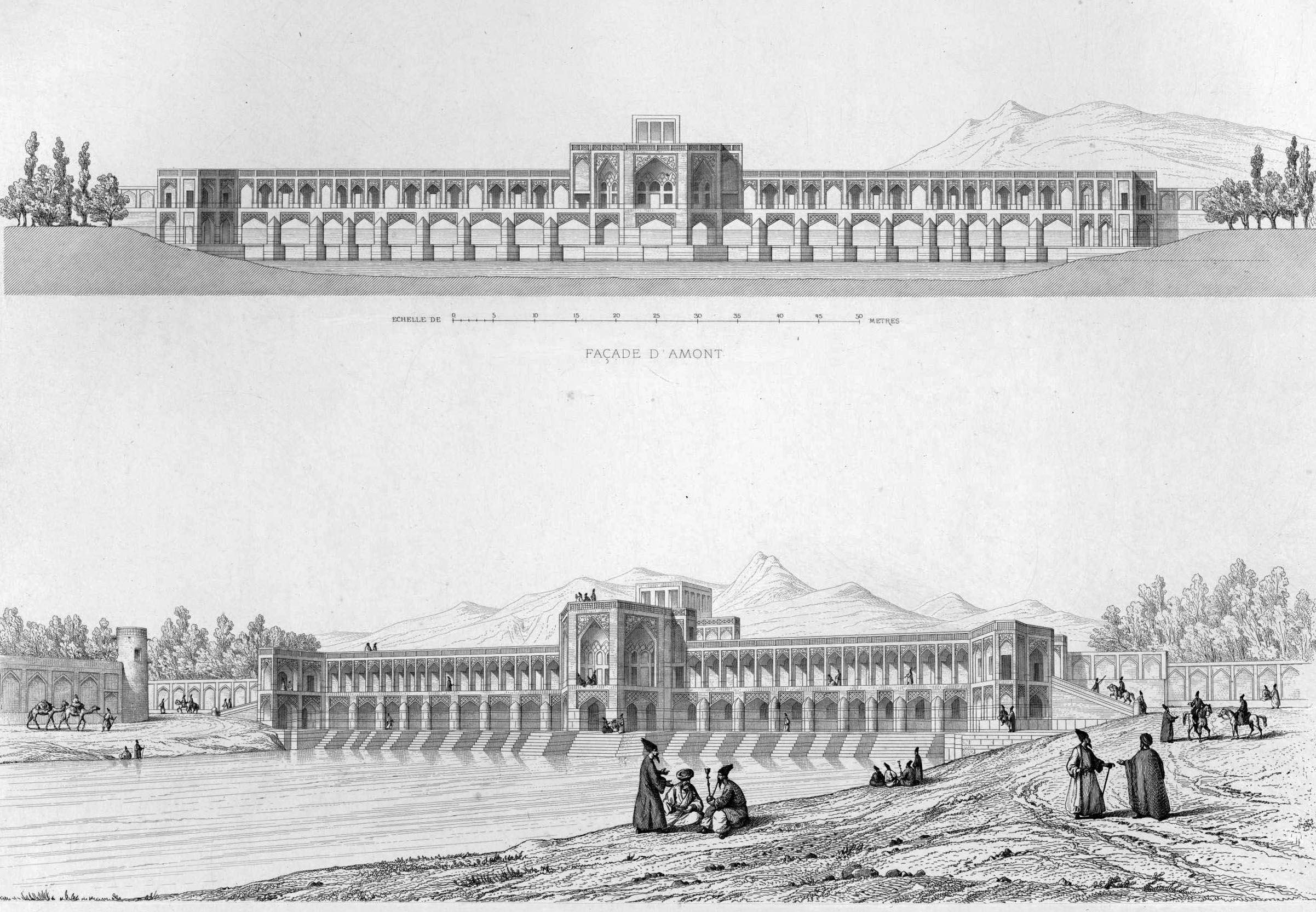
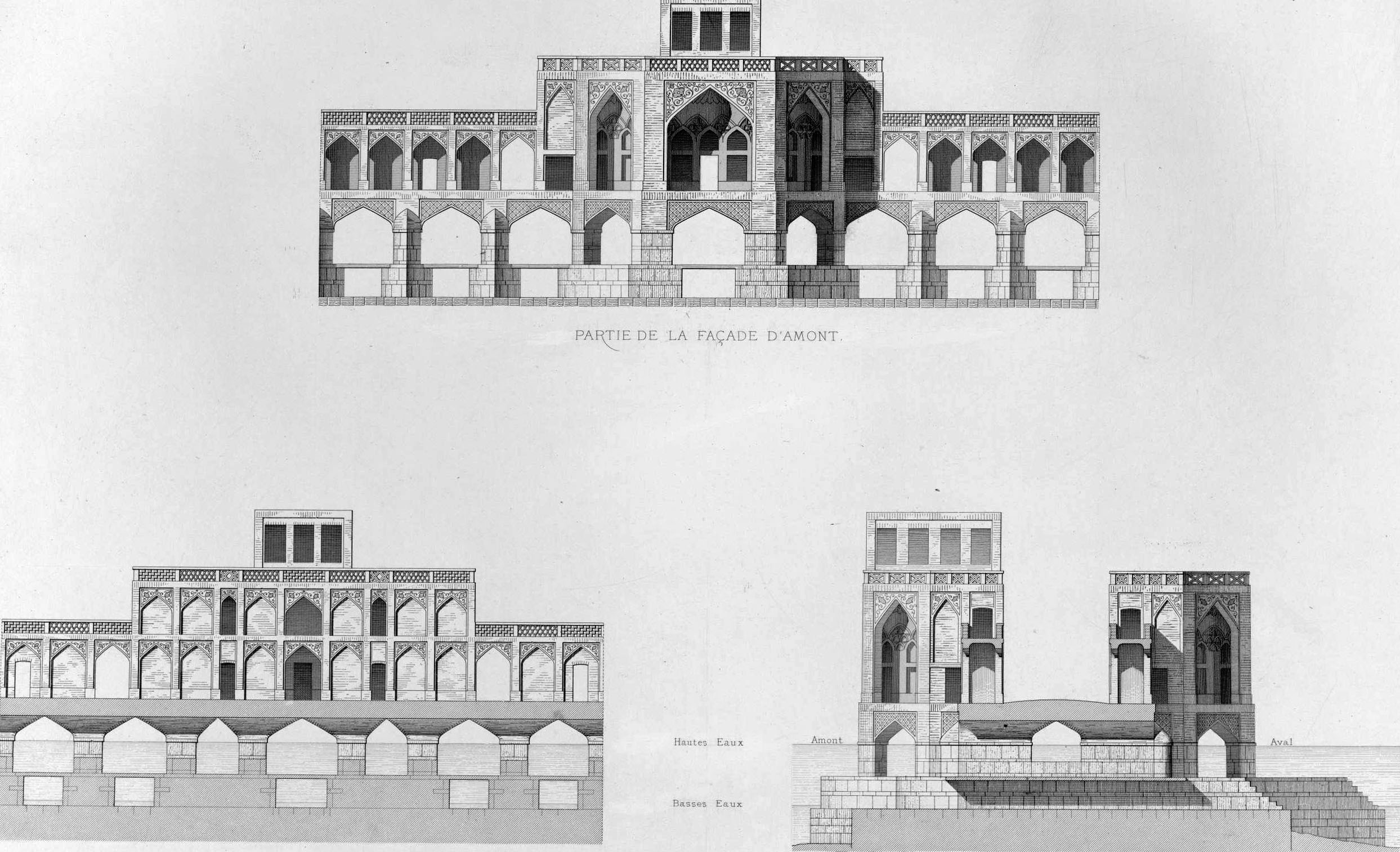
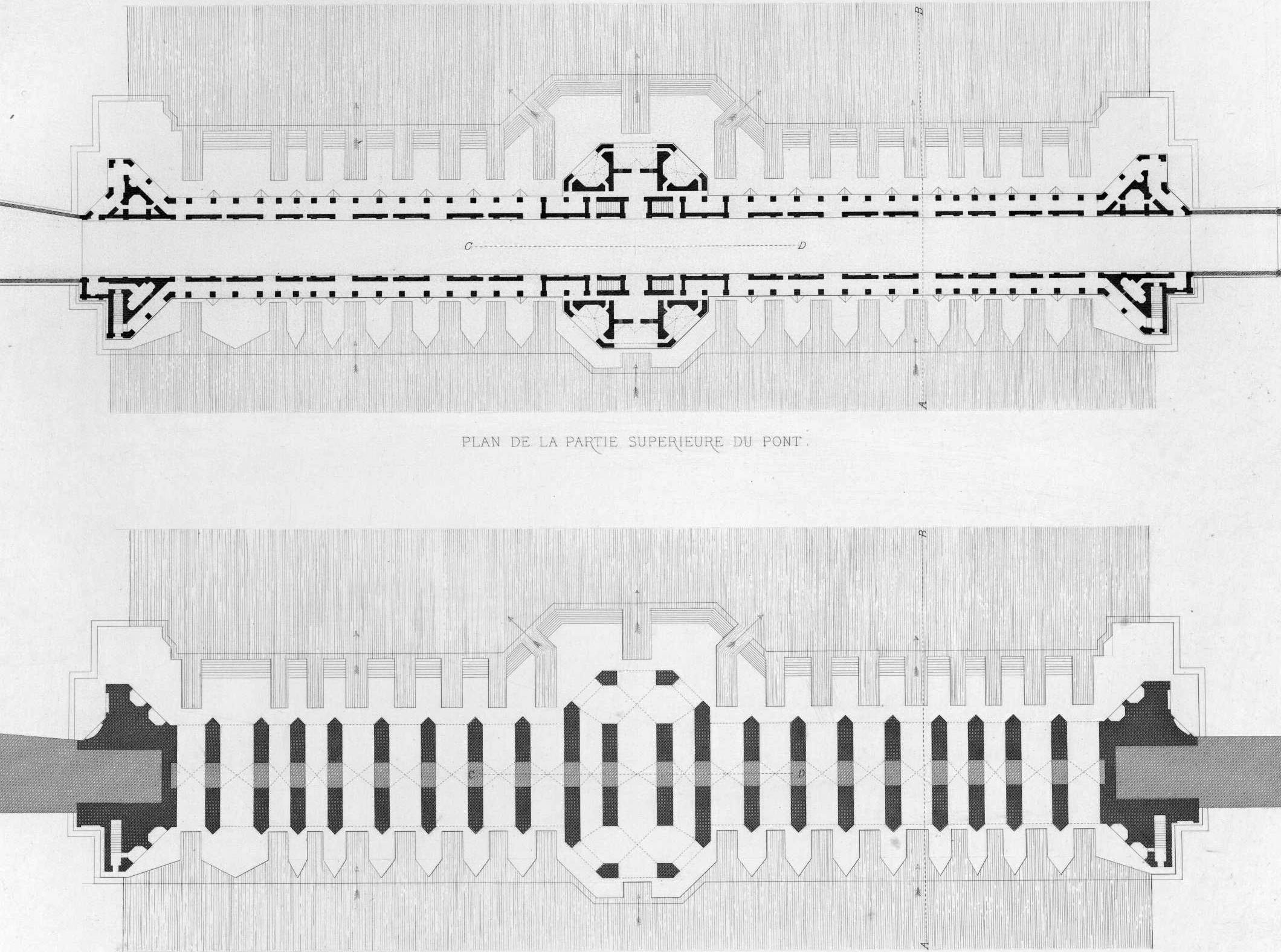